# Terveu
Terveu és un poble del terme municipal de Tírvia, a la comarca del Pallars Sobirà.
Està situat a l'oest de Tírvia, a la part central del terme municipal. És a la dreta de la Noguera de Cardós, al capdavall del contrafort sud-est del Pic de l'Orri.
S'hi accedeix per una carretera local que hi puja des del punt quilomètric 2,5 de la carretera L-504, just a sota i a llevant de la vila de Tírvia.
Formen el poble menys d'una desena de cases: Casa Cabanet, Casa Caragol, Casa Escales, Casa Flac, Casa Gaspara, Casa Janot, Casa Pubill, Casa Teig i la Fàbrica. Sovint el poble de la Bana és comptabilitzat dins de Terveu.

## Etimologia
Joan Coromines explica l'origen de Terveu i de Tírvia a partir del llatí Trivia, plural de Trivium (cruïlla de tres camins). Per tant, es refereix indubtablement a la situació geogràfic de tres camins importants, els que duien a la Coma de Farrera, a la Vall Ferrera i a la Vall de Cardós. Diverses formes del nom són documentades des d'antic: vallem Terbiensem (abans del 824), Terbiensis i Tirbiensis pagus (835) i Tirviensis (Acta de consagració de la catedral d'Urgell 839), entre els primers. Es tracta, doncs, d'un topònim llatí o romànic primerenc.